# ۱۰۳۰ (خورشیدی)
۱۰۳۰ هزار و سی‌امین سال هجری شمسی است.

## مناسبت‌ها
- تألیف فرهنگ لغت برهان قاطع به دست محمدحسین بن خلف تبریزی، متخلص به برهان.